# NGC 5207
NGC 5207 (również PGC 47612 lub UGC 8518) – galaktyka spiralna z poprzeczką (SAB(r)b), znajdująca się w gwiazdozbiorze Panny. Odkrył ją William Herschel 19 marca 1787 roku.